# Erenler, Araklı
Erenler là một thị trấn thuộc huyện Araklı, tỉnh Trabzon, Thổ Nhĩ Kỳ. Dân số thời điểm năm 2011 là 1.831 người.